# Спортист на Балканите
Спортѝст на Балкàните е годишна награда за най-добър спортист от страните на Балканския полуостров. Наградата се присъжда от Българската телеграфна агенция (БТА) и е учредена през 1973 година. 
Наградата се присъжда на най-добре представилия се индивидуален спортист за годината, който има гражданство на една от дванадесетте нации в региона на Балканите: България, Турция, Гърция, Албания, Румъния, Сърбия, Хърватия, Словения, Босна и Херцеговина, Черна гора, Косово и Северна Македония. Преди 1992 г. последните седем са включени в бившата държава Югославия. Носителите на наградите се избират с гласовете на жури от спортни журналисти и редактори от следните десет новинарски медии на балканските нации: Българската телеграфна агенция (БТА), която също обявява победителите всяка година, Румънската национална агенция по печата AGERPRES, сръбската новинарска агенция Танјуг Тачно, Хърватската информационна агенция (HINA), Федералната информационна агенция на Босна и Херцеговина (FENA), Черногорската информационна агенция (MINA), Албанската телеграфна агенция (АТА), гръцката Атинско-македонска новинарска агенция (ANA-MPA), турската Анадолска агенция (AA) и  Медийната информационна агенция на Северна Македония( MIA).
Всички спортисти, които имат гражданство на държава, която е част от региона на Балканите, както мъже, така и жени, и които се състезават във всички възрастови категории и всички нива на състезание, имат право на наградата. За отличието могат да участват балкански състезатели от всички спортни състезания, както индивидуални, така и отборни. Балканските спортисти отговарят на условията за наградата независимо от това в коя страна по света се състезават, тъй като не е необходимо да се състезават в балканска нация, за да имат право да спечелят наградата.
Първата награда Спортист на Балканите на годината е присъдена през 1973 г. Тя е спечелена от Светла Златева, българска спринтьорка и бегачка на средни разстояния. Най-много е печелил наградата сръбският тенисист Новак Джокович – 8 пъти (2011–2015, 2019, 2021, 2023). Втора е българската лекоатлетка Стефка Костадинова, световна рекордьорка на висок скок, с 5 титли (1985, 1987, 1995–1997). 

## Носители
- 1973  България – Светла Златева – лека атлетика
- 1974  Югославия – Мате Парлов – бокс
- 1975  Румъния – Надя Команечи – спортна гимнастика
- 1976  Румъния – Надя Команечи – спортна гимнастика
- 1977  България – Тотка Петрова – лека атлетика
- 1978  Югославия – Милуш Срейович – лека атлетика
- 1979  България – Янко Русев – вдигане на тежести
- 1980  Румъния – Надя Команечи – спортна гимнастика
- 1981  България – Антоанета Тодорова – лека атлетика
- 1982  България – Благой Благоев – вдигане на тежести
- 1983  България – Диляна Георгиева – художествена гимнастика
- 1984  България – Людмила Андонова – лека атлетика
- 1985  България – Стефка Костадинова – лека атлетика
- 1986  България – Йорданка Донкова – лека атлетика
- 1987  България – Стефка Костадинова – лека атлетика
- 1988  Румъния – Даниела Силивас – спортна гимнастика
- 1989  Румъния – Паула Иван – лека атлетика
- 1990  Югославия – Моника Селеш – тенис
- 1991  Югославия – Моника Селеш – тенис
- 1992  Гърция – Параскеви "Вула" Патулиду – лека атлетика
- 1993  България – Иван Иванов – вдигане на тежести
- 1994  България – Христо Стоичков – футбол
- 1995  България – Стефка Костадинова – лека атлетика
- 1996  България – Стефка Костадинова – лека атлетика
- 1997  България – Стефка Костадинова – лека атлетика
- 1998  България – Екатерина Дафовска – биатлон
- 1999  Румъния – Габриела Сабо – лека атлетика
- 2000  Гърция – Константинос Кентерис – лека атлетика
- 2001  Гърция – Константинос Кентерис – лека атлетика
- 2002  България – Георги Марков – вдигане на тежести
- 2003  България – Йордан Йовчев – спортна гимнастика
- 2004  България – Мария Гроздева – спортна стрелба
- 2005  Румъния – Мариан Драгулеску – спортна гимнастика
- 2006  България – Ваня Стамболова – лека атлетика
- 2007  България – Румяна Нейкова – гребане
- 2008  Румъния – Константина Томеску – лека атлетика
- 2009  Гърция – Василис Спанулис – баскетбол
- 2010  България – Станка Златева – борба
- 2011  Сърбия – Новак Джокович – тенис
- 2012  Сърбия – Новак Джокович – тенис
- 2013  Сърбия – Новак Джокович [2][3] – тенис
- 2014  Сърбия – Новак Джокович [4] – тенис
- 2015  Сърбия – Новак Джокович – тенис
- 2016  Хърватия – Сандра Перкович – лека атлетика
- 2017  България – Григор Димитров – тенис
- 2018  Хърватия – Лука Модрич – футбол
- 2019  Сърбия – Новак Джокович [5] – тенис
- 2020 не се присъжда заради пандемията от КОВИД-19
- 2021  Сърбия – Новак Джокович [6] – тенис
- 2022  Румъния – Давид Попович [7][8] – плуване
- 2023  Сърбия – Новак Джокович[9] – тенис
- 2024  България – Боряна Калейн[9] – художествена гимнастика